# Friasense
El Friasense o SALMA Friasense (del  inglés South American land mammal ages) es una edad mamífero de América del Sur, división establecida para definir una escala geológica de tiempo para la fauna de mamíferos sudamericanos. Su límite inferior se sitúa en los 16,3 Ma, mientras que su límite superior se ubica en los 15,5 Ma.

## Generalidades
En el año 1906, Florentino Ameghino establece la «edad Friasense» dentro de la «formación Magallánica», fundamentado en los restos de mamíferos colectados en 1897-99 por Santiago Roth en la alta cuenca del río Frías, un territorio en esa época en disputa, el cual quedaría definitivamente bajo soberanía de Chile, donde se lo denomina río Cisnes. 
Es característica de la formación Río Frías, cuya área tipo se sitúa a lo largo del río Cisnes, en el norte de la Región Aysén del General Carlos Ibáñez del Campo, Patagonia chilena (44°34’39’'S; 71°13’15’'W). 
Sus sedimentos fueron depositados, por sistemas fluviales de alta energía, en la fase principal de la «orogénesis Quechua» (alrededor de 9 Ma).
Se reconocen dos unidades litológicas en dicha formación. 
- La unidad superior (ca. 75 m). Está integrada por conglomerados con clastos especialmente de tipo volcánicos (dioritas, andesitas, granitos, riolitas) en una matriz tobácea, alternados con areniscas bien laminadas y estratificadas, y areniscas pardo-rufas con una débil estratificación cruzada. Esta unidad no posee fósiles.
- La unidad inferior (ca. 131 m). Está integrada por tobas riolíticas y dácfticas, limolitas, tufitas, y areniscas de grano medio a fino. Porta abundantes fósiles.[3][4][5][6]

En el año 1930, Lucas Kraglievich realiza una revisión de los mamíferos procedentes de la «formación Friaseana», distinguiendo dentro de ella el «horizonte Friasense».
Las dataciones absolutas indican una edad de 16.5 Ma para el Friasense. También se ha indicado para un nivel medio de la formación Río Frías una datación radiométrica de 14,83 Ma.
Los gliptodontes de la edad mamífero Friasense incluyen a: Propalaehoplophorus informis (Propalaehoplophorinae); Palaehoplophoroides rothi y Palaehoplophorus meridionalis (Palaehoplophorini); y Paraeucinepeltus raposeirasi y Eonaucum colloncuranum (Glyptodontidae incertae sedis).
Entre los géneros del orden Notoungulata de edad mamífero Friasense se encuentra: Homalodotherium (Homalodotheriidae).
Por largo tiempo se ha debatido la validez de la edad-mamífero Friasense, o si debe ser considerada total o parcialmente incluida en la edad-mamífero Santacrucense. La separación entre ambas parece ser de tipo climático, a causa de la «fase diastrófica Quechua».
La fauna tipo de la edad-mamífero Friasense fue considerada, durante largo tiempo, del Mioceno Medio (15-12 Ma), sin embargo, una edad de 17 Ma, fue obtenida de una muestra cercana a la base de dicha unidad; a esto se suma el avance obtenido con respecto al conocimiento de los marsupiales fósiles de la formación. Por ambas razones, se ha propuesto una equivalencia de sus rocas y fauna con la «formación Santa Cruz» y con la «edad-mamífero Santacrucense», que corresponden al período entre 18 y 15 Ma, en el tramo superior del Mioceno temprano.
Otros estudios efectuados con materiales colectados en la provincia de Santa Cruz, concluyeron en encontrar una correlación entre ambas edades, pero que esta es sólo parcial.

## Sucesión de las edades mamífero de América del Sur
| Predecesor: Santacrucense | Friasense Edades mamífero de América del Sur | Sucesor: Colloncurense |